# 20th Hussars
Die 20th Hussars waren ein Kavallerieregiment der Britischen Armee. Nach dem Einsatz im Ersten Weltkrieg wurde es 1922 mit den 14th King’s Hussars zu den 14th/20th King’s Hussars zusammengelegt.

## Geschichte

### Indischer Aufstand von 1857
Das Regiment wurde 1858 als 2nd Bengal European Light Cavalry durch die Britische Ostindien-Kompanie in Bengalen aufgestellt, nachdem sie nach der Schlacht bei Plassey 1857 die Territorien des Siraj-ud-Daula, des letzten unabhängigen Nawab von Bengalen, annektiert hatte. Im Rahmen der Niederschlagung des Indischen Aufstands (1857–1859) wurde das Regiment am 3. Juli 1858 der Kontrolle der Britischen Krone unterstellt.
Anders als die meisten in Indien aufgestellten Regimentern bestand die 2nd Bengal European Light Cavalry nicht zum größten Teil aus Indern, sondern aus britischen Soldaten und Offizieren aus Europa. So wurde dieses Regiment 1862 als 20th Regiment of Hussars nicht in die Britisch-Indische Armee, sondern in die Britische Armee übernommen. 1877 wurde der offizielle Name zu 20th Hussars verkürzt. Dasselbe gilt für die beiden andern „europäischen“ Kavallerie-Regimenter, nämlich die 1st Bengal European Light Cavalry und die 3rd Bengal European Light Cavalry, die letztendlich zu den 19th und 21st Hussars wurden.
1863 bestand das Regiment aus 23 Offizieren und 375 Reitern, von denen 100 von anderen britischen Regimentern kamen, die Indien verlassen hatten.
Ein erster Einsatz erfolgte 1863 während der Ambeyla Expedition, bei der das Regiment aber lediglich zum Schutz der Verbindungswege eingesetzt wurde. Für die nächsten sieben Jahre blieb es an der Nordwestfront und nahm 1868 am Hazara Feldzug (Hazara Campaign) teil, wieder ohne Gelegenheit, sich auszuzeichnen. Nach dem Ende des Feldzuges verlegte das Regiment nach Ambela, wo es bis 1872 verblieb. In diesem Jahr wurde es per Bahn nach Bombay befohlen, um dort nach Großbritannien eingeschifft zu werden. Nach der Ankunft wurde es zunächst in Colchester, dann in Aldershot stationiert. Von 1879 bis 1884 war es in Irland stationiert.
Erst 1890 wurde das Regiment offiziell in die Tradition des 20th Regiment of (Light) Dragoons gestellt. Dieses Regiment war zuvor bereits mehrfach aufgestellt und wieder aufgelöst worden. Zuletzt hatte es von 1792 bis 1818 bestanden und sich während der Napoleonische Kriege auf der Iberischen Halbinsel (Peninsular War, 1807 bis 1814) und in der dortigen Schlacht bei Vimeiro (1809) besonders ausgezeichnet; entsprechend und so erhielt das Regiment das Recht dessen Battle Honours Vimiera und Peninsula zu führen.

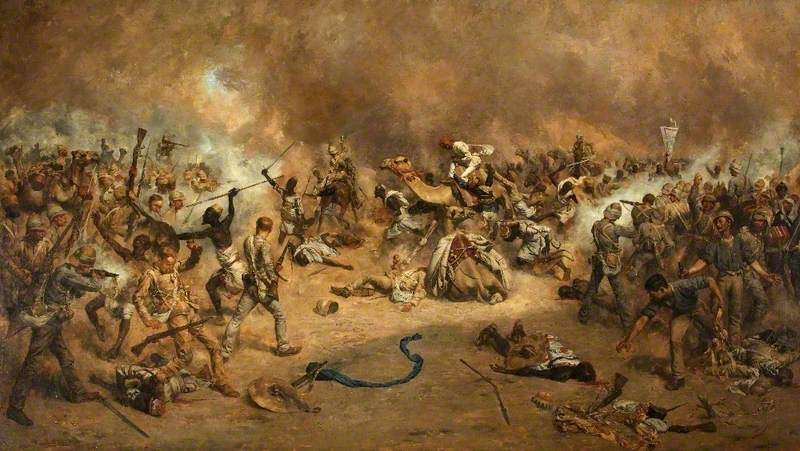
März 1885, Einsatz in der Schlacht bei Tofrek.

### Im Sudan
Im Februar 1885 wurde es als Teil der „Suakin Expedition“ in den Sudan kommandiert, wo es im Kampf gegen den Mahdi im März an der Schlacht bei Tofrek teilnahm. Teile des Regiments wurden zur Aufstellung des „Light Camel Regiment“ abgestellt. Im Dezember 1885 kämpfte es in der Schlacht bei Ginnis und im Dezember 1888 in der Schlacht bei Sawakin, in der es mehrere Attacken ritt. In dieser Schlacht zerbrachen drei Säbel der Husaren, was zu einer Debatte im House of Commons führte. Eine erfolgreiche Attacke ritt das Regiment in der Schlacht bei Toski im August 1889. Nach der Rückkehr nach England im Jahre 1890 wurden dem Regiment die Battle Honours „Suakin 1885“ für den Einsatz in Ägypten und „Vimiera“ nachträglich für die Verdienste der Vorgängereinheit „20th Light Dragoons“ zuerkannt. 1895 erfolgte die Rückverlegung nach Indien.

### Burenkrieg 1901 bis 1902
Als der Burenkrieg 1899 ausbrach war das Regiment seit 1895 in Mhow in der Nähe von Bombay stationiert. Die Offiziere drängten auf einen Einsatz in Südafrika und einige der Offiziere wie Major Norton Legge und Lieutenant H. R. Lee meldeten sich freiwillig zum Dienst bei dort kämpfenden Einheiten, bevor die „20th Hussars“ mobilisiert worden waren. Der Befehl dazu kam erst am 22. November 1901, woraufhin das Regiment in Bombay auf zwei Schiffe, die „Saint Andrew“ und die „Custodian“ verladen wurde. Die Stärke betrug 666 Mann, dazu 23 Offiziere und 71 Unteroffizier mit 668 Pferden. Weihnachten wurde auf See verbracht und die Truppe erreichte Durban kurz vor Jahresende. Mit der Bahn erfolgte die Verlegung nach Newcastle (Südafrika) und sobald die Pferde einsatzbereit waren, wurde mit dem Ritt nach Perdekop begonnen.
Die erste Operation, an der der Regiment beteiligt war, war ein Abstecher in die Orange River Colony, der am 21. Februar 1902 in Perdekop begann. Im Süden bei Harrismith mussten sich die Buren unter dem Kommando von Lukas Meyer ergeben und es konnten 650 Gefangene gemacht werden. Dazu kam eine Kriegsbeute von tausenden Rindern und 200 Wagen. 50 Buren waren getötet worden. Gegen die noch aktiven Kommandos der Buren unter Christiaan De Wet und De la Rey wurden die „20th Hussars“ noch mehrmals ausgesendet. Sie ritten bis zu 60 Meilen täglich, wobei es immer wieder zu Hinterhalten kam.
Am 31. Mai 1902 endete der Krieg mit dem Friedensvertrag von Pretoria. Der Krieg hatte das Regiment einen Offizier (Lieutenant Colonel Norton Legge DSO als Kommandant einer berittenen Infanterieeinheit wurde am 18. Dezember 1900 am Berg Nooitgedacht / Nordwest getötet) und acht Husaren an Gefallenen gekostet. Im März 1893 wurde befohlen, die Pferde zu verkaufen (hauptsächlich an die Buren) und sich zur Einschiffung vorzubereiten. Sie gingen in Durban an Bord der „Dunera“, welche von Kapstadt kommend, bereits das Regiment der „14th Hussars“ an Bord hatte. In Suez wurde das „20th Hussars“ ausgeschifft und verlegte dann 1904 nach Großbritannien.

### 1904 bis 1914
Das Regiment wurde 1904 in Brighton stationiert, eine Abteilung lag in Canterbury. 1906 erfolgte die Verlegung nach Shorncliffe, wo die „14th Hussars“ ersetzt wurden, die nach Indien gingen. 1908 wurde Das Regiment nach Irland kommandiert und erhielt Curragh als Garnison zugeteilt. In dieser Zeit wurde ein neues System erprobt in dem 50 ausgebildete Kavalleriepferde an lokale Landwirte und sonstige Privatpersonen kostenlos verliehen wurden. Die Pferde mussten allerdings jederzeit für Inspektionen zur Verfügung stehen und jährlich für einen Monat an das Regiment zurückgegeben werden. Dadurch sollten die Belegung der Pferdeställe reduziert und eine Pferdereserve vorgehalten werden. Die Rückkehr nach England erfolgte 1911 mit Garnison in Colchester. Eine Abteilung von 100 Mann wurde zur Krönung von König Georg V. abgeordnet. Das Regiment bildete mit den Royal Scots Greys und den 12th Lancers eine Brigade, allerdings wurde aus dem „22th Hussars“ immer wieder Personal abgezogen und als Ersatz dem „14th Hussars“ in Indien zugewiesen.

### Erster Weltkrieg
Mobilisierung

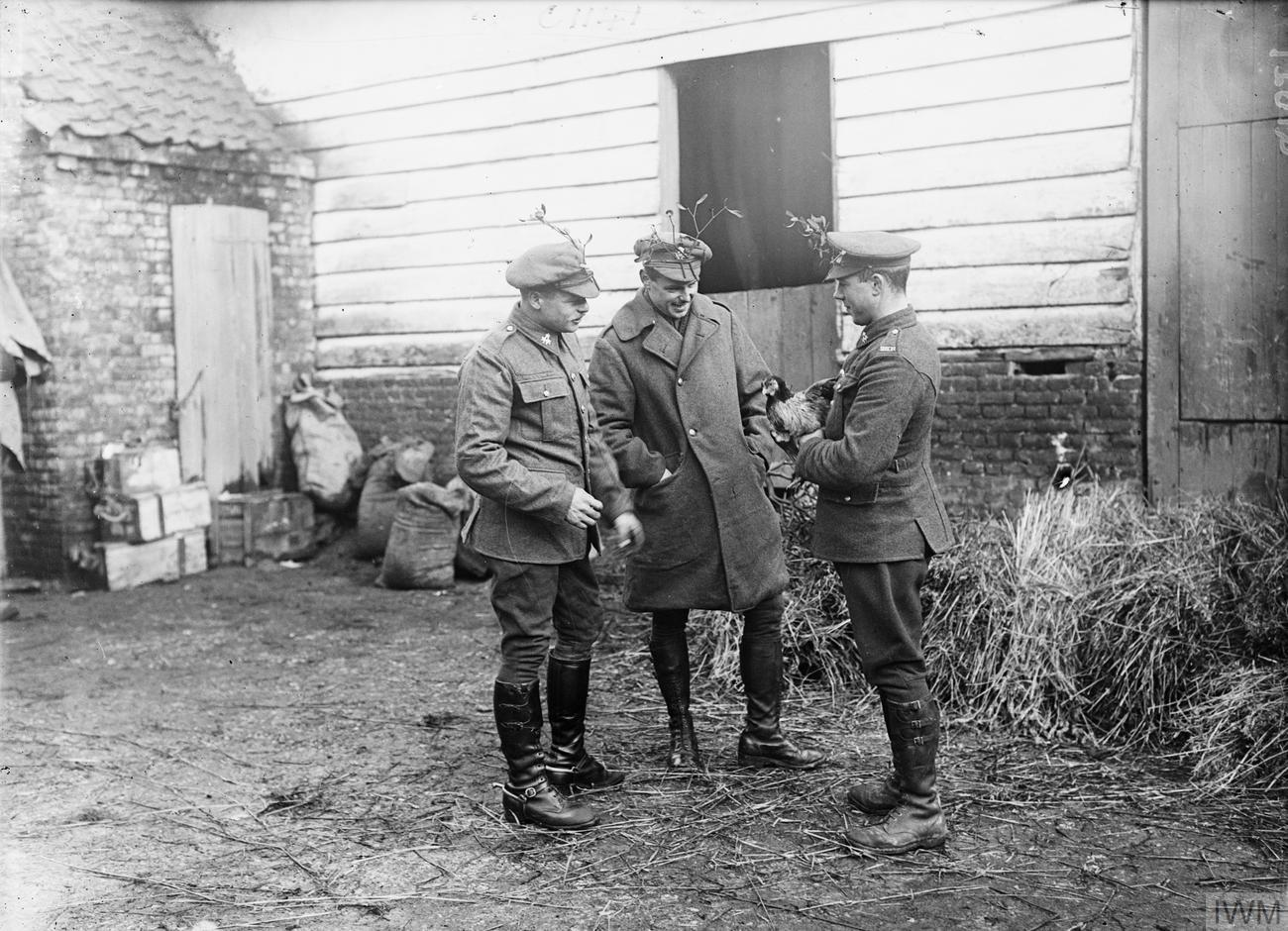
Angehörige der 20th Hussars, Bailleul, Dezember 1916

Die Mobilisierungsanordnung traf am 4. August 1914 um 17:30 Uhr in der Kaserne des Regiments ein. Am 17. August überquerten die „20th Hussars“ im Brigadeverband der „5th Cavalry Brigade“ (Brigadegeneral Chetwode) den Ärmelkanal. Die Personalstärke betrug 24 Offiziere und 519 Reiter, kommandiert von Lieutenant-Colonel Graham Edward.
In der Nacht zum 21. August 1914 traf eine Patrouille des Regiments auf deutsche Ulanen, wobei einige Schüsse gewechselt wurden und den Ulanen drei Pferde abgenommen werden konnten. Selbst verlor man ein Pferd. Es kam dann zu Streitereien mit den 4th Dragoon Guards, die am Morgen des 21. August um 08:00 Uhr in ein Gefecht gekommen waren und behaupteten, die ersten Schüsse des Krieges abgegeben zu haben.
In der Schlacht bei Mons (23. August 1914) wurde nach massiven Angriffen der Deutschen der allgemeine Rückzug der B.E.F. angeordnet, der von der Kavallerie gedeckt wurde. Danach wurden die 20th Hussars in folgenden Gefechten im infanteristischen Einsatz verwendet:
Kämpfe bei St. Quentin (28. August 1914)
Erste Marneschlacht  (3. bis 9. September 1914)
Überquerung der Aisne  (14. September 1914)
Erste Flandernschlacht  (15. September bis 1. November 1914)
Am 6. September 1914 wurden die 20th Hussars als Teil der selbständigen 5. Kavallerie-Brigade mit der 3th Cavalry Brigade (Brigadegeneral Hubert Gough) vereinigt und nach Hinzufügung von Teilen der Royal Horse Artillery und Royal Engineers am 13. September in der neu formierten 2nd Cavalry Division integriert.
- Am 1. November 1914 wurde die Einheit an der Flandrischen Front durch französische Truppen freigemacht und aus dem Frontkampf herausgezogen. Das Regiment wurde wieder beritten gemacht und bis zum 22. November zur Überwachung von Frontlücken eingesetzt. Danach bezog es bis zum 15. Januar 1915 Quartier in Steenwerk. Für den Rest des Jahres 1915 gibt es keine Angaben.

- Zu Beginn des Jahres 1916 mussten Teile der Kavallerie ihre Pferde abgeben, um infanteristisch  eingesetzt zu werden. Diese Truppenteile sollten bei Bedarf Infanterie ersetzten, oder Frontlücken schließen. Jede der beiden Kavalleriedivisionen stellte dazu eine abgesessene Brigade zu drei Bataillonen. Jedes Bataillon bestand aus drei Kompanien, jeweils eine von jedem Regiment der Brigade. Die Offiziere wurden im Rotationsverfahren ausgetauscht. Die dafür bestimmte Kompanie der „20th Hussars“ war aus zwei Zügen aus jeder Schwadron zusammengesetzt, erste Kommandant war Captain W. H. Micholls. Der Dienst in den Gräben bestand aus Patrouillen, Schanzarbeiten, bedienen von Grabenmörsern und im Einsatz als Scharfschützen. Das britische Oberkommando sah darin auch einen Weg, die Moral der Infanterie zu stärken, indem man auf diese Weise die Kavallerie nicht über die Infanterie stellte.

- Stoßtruppaufgaben

Bevorzugte Tätigkeit für das „20th Hussars“ waren Stoßtrupps, um die Deutschen in vorgeschobenen Positionen zu bekämpfen. Dazu wurde eine besondere Ausbildung durchgeführt.
- Schlacht an der Somme

Bei Beginn der Schlacht an der Somme lag das Regiment in Licques. Es sollte zur Schließung von Frontlücken eingesetzt werden und wurde als mobile Reserve nach Hazebrouck verlegt. Zunächst wurden die Husaren für Patrouillen und zur Arbeit eingesetzt. Am Anfang September mussten sie jedoch in die Front einrücken und bezogen ein Biwak bei Bray. Hier warteten sie auf eine Gelegenheit, im Kavallerieangriff die deutsche Front zu durchbrechen. Abgesessene Arbeitsabteilungen legten spezielle Kavalleriewege aus Holzbohlen an, um das wassergefüllte Trichterfeld leichter überwinden zu können. Diese Unterfangen erwies sich jedoch als nutzlos, da sie durch Artilleriefeuer immer wieder zerstört wurden. Im November wurde der Versuch einer Offensive abgebrochen.
- Schlacht bei Arras (1917)

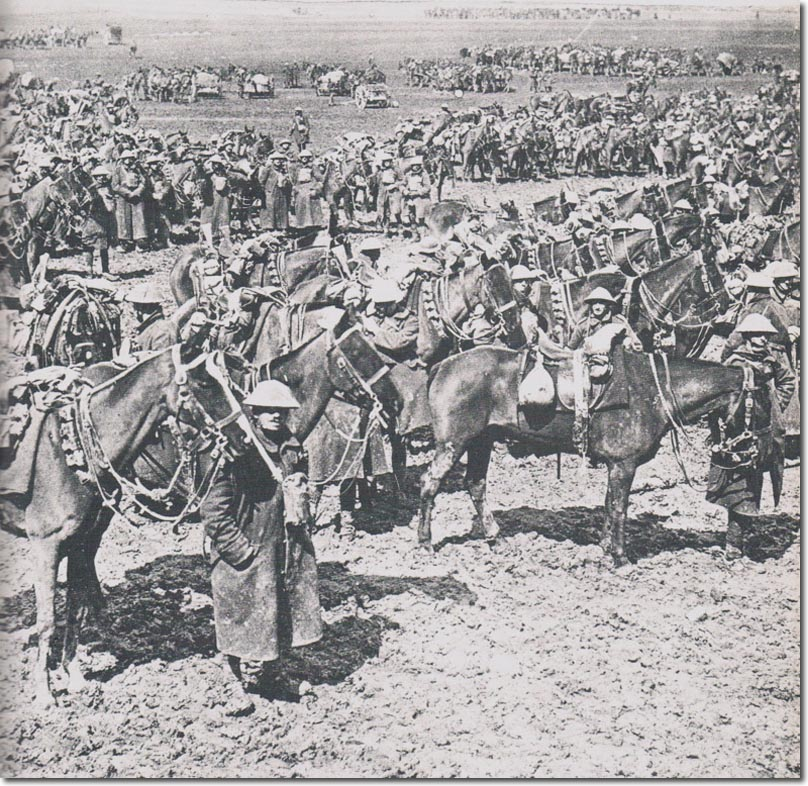
Das Regiment bei Arras 1917

In der Schlacht bei Arras wurde das Regiment mit den beiden anderen der „5th Cavalry Brigade“ bei Monchy zu einem Kavallerieangriff befohlen. Nach großen Schwierigkeiten in dem unwegsamen Gelände, das mit Stacheldraht übersät war, konnte das von den Deutschen verlassene Monchy eingenommen werden. Nach dem Ende der Schlacht wurde die Kavallerie aus dem aktiven Kampf abgezogen. Das Regiment hatte einen Gefallenen und sieben Verwundete, dazu 37 tote Pferde zu beklagen.
- Tankschlacht bei Cambrai

Während der Tankschlacht bei Cambrai Stellungskämpfe im Wald bei Bourlon und Abwehrkämpfe bei Gouzeaucourt
- Deutsche Frühjahrsoffensive 1918

Nachdem die Pläne für das deutsche Unternehmen Michael bekanntgeworden waren, wurden die Kavallerieverbände im Februar 1918 in den Bereich zwischen Peronne und der Oise hinter der 5th Army gruppiert. Bei Beginn der deutschen Offensive am 21. März 1918 befand sich eine 224 Mann starke (abgesessene) Kompanie des Regiments bei Bau von Gräben und Drahthindernissen nordwestlich von St. Quentin. Der Vorstoß drängte die Briten bis zur Somme zurück und warf die Einheiten durcheinander. Die zersplitterten kleinen Gruppen wurden dann von Offizieren zu zwei Regimentern mit Angehörigen unterschiedlicher Einheiten zusammengefasst. Sie kämpften abgesessen bei Lagny und erhielten dann Ende März den Befehl, die Franzosen bei Cattigny abzulösen. Hier wurden sie massiv angegriffen, verloren ihren Kommandierenden Offizier Colonel Cook, der am 26. März gefallen ist. Die Überlebenden zogen sich nach Thiescourt zurück, wo sie aufsaßen und nach Compiegne ritten. Hier wurde die „5th Cavalry Brigade“ wieder aufgestellt. Die Reste des Regiments standen unter dem Kommando von Major A.C. Little. Am 31. März befand sich das Regiment im Bois d’Hangard bei Amiens. Hier wurde eine Kompanie von 138 Mann unter Captain Walter D’Arcy Hall im Infanteriekampf eingesetzt. Sie stand am 1. April im Grabenkampf bei Domart-sur-Luce, in dem 3 Mann getötet und 39 Mann verwundet wurden. Ein Mann blieb vermisst. Der berittene Teil des Regiments bestand zu diesem Zeitpunkt aus 13 Offizieren, 150 Unteroffizieren und Mannschaften, sowie 245 Pferden. Am 11. April wurde die 2nd Cavalry Division zur Verstärkung der 1st Army abgestellt. Das „20th Hussars“ wurde dann durch Ersatz aus den Yeomanry auf einen Stand von 19 Offizieren und 442 Reitern gebracht. Für einige Wochen wurden Patrouillenritte durchgeführt. Quartier war in Aiz-en-Issart bezogen worden.
- Hundert Tage Offensive

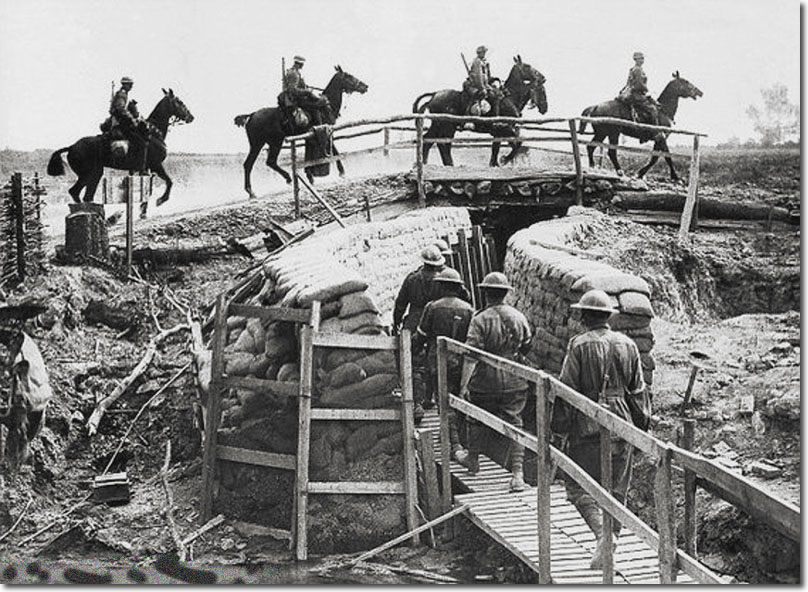
Berittene Patrouille 1918

Mit dem Beginn dieser Offensive am 8. August kam die Kavallerie wieder zum Einsatz. Sie unterstützte die Australier und Kanadier östlich von Amiens und war durch erfolgreiche Kämpfe in der Lage in die Verfolgung überzugehen.
Die „20th Hussars“ kamen am 9. August in der Nähe von Beaucourt beritten zum Einsatz. Nach Angriffskämpfen wurde das Regiment zum Patrouillendienst eingesetzt. Nachdem die Hindenburglinie am 10. Oktober zum größten Teil in die Hände der Alliierten gefallen war, ergaben sich für die Kavallerie mehr Räume für berittene Aktionen.
Am Sambre und Oise Kanal (November  1918)
Als die 32. Division am 4. November 1918 über den Sambre und Oise Kanal angriff, stand das Regiment unter dem Befehl der „97th Infantry Brigade“ in Reserve. Am 6. November stand es an der Spitze des Angriffs der „97th Brigade“, der bis Avesnes ging. Zwei Mann wurden getötet, sieben Mann wurden verwundet.
Letzte Aktionen
Am 9. November ritt das Regiment in der Verfolgung der Deutschen fünf Meilen vor der Infanterie und kam bei Touvent noch einmal in Feindberührung. Bis zum Ende der Kampfhandlungen am 11. November war es mit Patrouillentätigkeiten beauftragt. Um 11:00 Uhr des Tages versammelten sich alle Trompeter des Regiments am Regimentsgefechtsstand und bliesen das Signal „Feuer einstellen“.

### 1918/1919

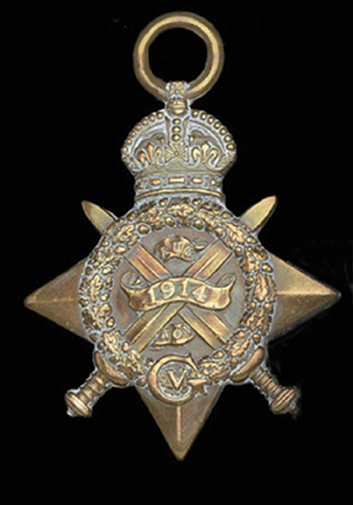
Mons Star

Es wurde Halt gemacht, um den Deutschen Gelegenheit zu geben, sich geordnet zurückzuziehen. Die Vorhut der britischen Truppen überquerten am 1. Dezember die deutsche Grenze. Die „20th Hussars“ wurden in der Burg Reuland einquartiert. Nach dem Befehl zur Demobilisation und der Abgabe von Personal zu anderen Truppenteilen war die Stärke des Regiments auf 135 Mann gesunken. Im März 1919 kehrten sie nach England zurück und wurden in Colchester stationiert. Im Juli war die Personalstärke wieder auf 16 Offiziere und 433 Mann angewachsen. Daraufhin wurde das Regiment nach Ägypten verschifft und wurde in das Feldlager bei Tel-el-Kebir verlegt. Hier wurde den 24 verbliebenen Veteranen von General Allenby der Mons Star verliehen.

### Türkei
Mit dem Vertrag von Sèvres wurden nach Kriegsende große Teile der Türkei abgetrennt und anderen (zum Teil neu etablierten) Ländern zugeschlagen. So musste Ost-Thrakien und Teile der westlichen Türkei an Griechenland abgegeben werden, während Frankreich und Italien Teile des Landes als Interessengebiet besetzten. Unter der Führung von Mustapha Kemal brach eine offene Rebellion aus. Großbritannien entsandte daraufhin Truppen unter dem Kommando von General Sir Edmond Ironside. Die zugeteilte Kavallerie bestand aus dem „20th Hussars“, die sich in Ägypten befanden. Die Personalstärke betrug 13 Offiziere und 523 Mann unter dem Kommando von Lieutenant-Colonel M. C. Richardson. Das Regiment wurde am 28. Juni 1919 auf Schiffe verladen und stieß am 20. Juli in Derince zur Truppe von General Ironside. Nachdem die Nationalisten die Brücke in Gebze zerstört hatten, war eine Reparatur dieser Brücke zwingend notwendig geworden, um die Aktionen der Briten nicht zu behindern. Dazu wurden die „20th Hussars“, das 2. Bataillon der „39th Garhwal Rifles“, eine Batterie Feldartillerie und einige Pioniere abgestellt. Nachdem die Türken am 13. Juli 1920 eine Front im offenen Gelände errichtet hatten, wurde diese von der Artillerie beschossen und von den „39th Garhwal Rifles“ angegriffen. Auf einer Höhe nördlich der „Garhwal Rifles“ stellten sich zwei Schwadronen der „20th Hussars“ zum Angriff bereit, eine dritte Schwadron stand in Reserve – insgesamt 300 Reiter. Unter dem Kommando von Colonel Richardson begann der Angriff im Schritt mit dem blanken Säbel und Trompetensignalen. Er zielte auf die türkische Flanke und nahm mit der Verringerung des Abstandes unter 300 Meter Fahrt auf. Die Artillerie stellte das Feuer ein und die Türken bildeten kleine Gruppen, um dem Angriff zu begegnen, wurden aber niedergeritten. Lediglich ein Reiter wurde verwundet.
Es folgten weitere Aktionen des Kleinkrieges, während des Regiment der türkischen Kaserne in Soglani stationiert war.

### Zusammenlegung
Es folgte nunmehr der Vorbereitungsbefehl zur Rückkehr in die Heimat. Die Aufgabe des Regiments wurde ab Oktober 1920 von den 3rd Hussars übernommen. 225 Reiter wurden zu diesem Regiment überstellt. Weitere 118 Mann wurden zu den 11th Hussars in Meerut versetzt. Die restlichen Angehörigen des Regiments kehrten zur Auflösung der Einheit nach England zurück. Grund waren die allgemeinen Sparmaßnahmen, die von der Regierung angeordnet worden waren. Das Regiment bestand 1922 zur Aufrechterhaltung der Tradition nur noch aus dem Kommandanten, seinem Stellvertreter, dem Adjutanten, dem Quartermaster, dem Regimental quartermaster sergeant, einem Squadron quartermaster sergeant und einem Officer’s Mess Sergeant. Schließlich kam man auf die Idee, eine Schwadron des Regiments wieder aufzustellen und diese als „20th Hussars Squadron (A Squadron)“ den 14th Hussars anzugliedern. Die Schwadron führte weiterhin das Mützenabzeichen der 20th Hussars.

## Regimentsmuseum
Das „Museum of the 14th/20th King’s Hussars“ war in Preston im „Museum of Lancashire“ bis zu dessen Schließung im Jahre 2016 untergebracht.

## Battle Honours
Das Regiment erhielt die folgenden Battle Honours (englische Originalbezeichnungen):
- Vimiera, Peninsula, Suakin 1885, South Africa 1901–02
- Mons, Retreat from Mons, Marne 1914, Aisne 1914, Messines 1914, Ypern 1914 ’15, Neuve-Chapelle, St. Julien, Bellewaarde, Arras 1917, Scarpe 1917, Cambrai 1917 ’18, St. Quentin, Lys, Hazebrouck, Amiens, Albert 1918, Bapaume 1918, Hindenburg Line, St. Quentin Canal, Beaurevoir, Sambre, France and Flanders 1914–18

## Colonels
Die Colonels des Regiments waren:
2nd Bengal European Light Cavalry
- 1858–1862: Lt.-Gen. Thomas Shubrick

20th Regiment of Hussars (1862)
- 1862–1870: Lt.-Gen. Charles Montauban Carmichael
- 1870–1883: Gen. Michael William Smith

20th Hussars
- 1883–1891: Lt.-Gen. Richard Knox
- 1891–1910: Lt.-Gen. Sir Roger Palmer
- 1910–1920: Maj.-Gen. Hugh Sutlej Gough
- 1920–1922: Gen. Sir George De Symons Barrow